# Bern Grizzlies 2022
Questa voce raccoglie le informazioni riguardanti i Bern Grizzlies nelle competizioni ufficiali della stagione 2022.

## Lega Nazionale A 2022

### Stagione regolare
| Winterthur 26 marzo 2022, ore 18:00 1ª giornata | Winterthur Warriors | 6 – 34 referto | Bern Grizzlies | Sportpark Deutweg\| Arbitro: \| Birnbaum \| |
| Arbitro:                                        | Birnbaum            |                |                |                                             |

| Berna 10 aprile 2022, ore 14:30 3ª giornata | Bern Grizzlies | 27 – 0 referto | Geneva Seahawks | Stadio di atletica leggera Wankdorf\| Arbitro: \| Schwarz \| |
| Arbitro:                                    | Schwarz        |                |                 |                                                              |

| Basilea 16 aprile 2022, ore 18:00 4ª giornata | Gladiators Beider Basel | 3 – 31 referto | Bern Grizzlies | Stadion Rankhof\| Arbitro: \| Fouillet \| |
| Arbitro:                                      | Fouillet                |                |                |                                           |

| Berna 24 aprile 2022, ore 14:30 5ª giornata | Bern Grizzlies | 24 – 7 referto | Thun Tigers | Stadio di atletica leggera Wankdorf\| Arbitro: \| Fouillet \| |
| Arbitro:                                    | Fouillet       |                |             |                                                               |

| Berna 1º maggio 2022, ore 14:30 6ª giornata | Bern Grizzlies | 27 – 20 referto | Calanda Broncos | Stadio di atletica leggera Wankdorf\| Arbitro: \| Böni \| |
| Arbitro:                                    | Böni           |                 |                 |                                                           |

| Berna 22 maggio 2022, ore 14:30 8ª giornata | Bern Grizzlies | 69 – 7 referto | Winterthur Warriors | Stadio di atletica leggera Wankdorf\| Arbitro: \| Strähl \| |
| Arbitro:                                    | Strähl         |                |                     |                                                             |

| 4 giugno 2022, ore 18:00 10ª giornata | Geneva Seahawks | 0 – 55 referto | Bern Grizzlies | \| Arbitro: \| Ducommun \| |
| Arbitro:                              | Ducommun        |                |                |                            |

| Coira 11 giugno 2022, ore 18:00 11ª giornata | Calanda Broncos | 23 – 30 referto | Bern Grizzlies | Hallenbad Obere Au\| Arbitro: \| Strähl \| |
| Arbitro:                                     | Strähl          |                 |                |                                            |

| Thun 19 giugno 2022, ore 14:30 12ª giornata | Thun Tigers | 6 – 36 referto | Bern Grizzlies | Stadion Lachen\| Arbitro: \| Schwarz \| |
| Arbitro:                                    | Schwarz     |                |                |                                         |

| Berna 26 giugno 2022, ore 14:30 13ª giornata | Bern Grizzlies | 35 – 0 referto | Zürich Renegades | Stadio di atletica leggera Wankdorf\| Arbitro: \| Schwarz \| |
| Arbitro:                                     | Schwarz        |                |                  |                                                              |

### Playoff
| Berna 9 luglio 2022, ore 18:00 Semifinale | Bern Grizzlies | 45 – 0 referto | Thun Tigers | Stadio di atletica leggera Wankdorf\| Arbitro: \| Böni \| |
| Arbitro:                                  | Böni           |                |             |                                                           |

| Grenchen 16 luglio 2022, ore 18:00 Swiss Bowl | Bern Grizzlies                                                | 26 – 22 referto | Calanda Broncos | Stadion Brühl\| Arbitri: \| Zwicker Deter Böckle Gameiro Lopes Meier von Känel Hösli Böni \| |
| Arbitri:                                      | Zwicker Deter Böckle Gameiro Lopes Meier von Känel Hösli Böni |                 |                 |                                                                                              |

## Statistiche di squadra
| Competizione      | %Vittorie | In casa | In casa | In casa | In casa | In casa | In casa | In trasferta | In trasferta | In trasferta | In trasferta | In trasferta | In trasferta | Totale | Totale | Totale | Totale | Totale | Totale |
| Competizione      | %Vittorie | G       | V       | N       | P       | Pf      | Ps      | G            | V            | N            | P            | Pf           | Ps           | G      | V      | N      | P      | Pf     | Ps     |
| ----------------- | --------- | ------- | ------- | ------- | ------- | ------- | ------- | ------------ | ------------ | ------------ | ------------ | ------------ | ------------ | ------ | ------ | ------ | ------ | ------ | ------ |
| Stagione regolare | 1.000     | 5       | 5       | 0       | 0       | 182     | 34      | 5            | 5            | 0            | 0            | 186          | 38           | 10     | 10     | 0      | 0      | 368    | 72     |
| Playoff           | 1.000     | 2       | 2       | 0       | 0       | 71      | 22      | 0            | 0            | 0            | 0            | 0            | 0            | 2      | 2      | 0      | 0      | 71     | 22     |
| Totale            | 1.000     | 7       | 7       | 0       | 0       | 253     | 56      | 5            | 5            | 0            | 0            | 186          | 38           | 12     | 12     | 0      | 0      | 439    | 94     |